# Marco Estrada
Marco Estrada (Viña del Mar, 1983. május 28. –) chilei labdarúgó, aki jelenleg a francia Montpellier Hérault SC játékosa.

## Pályafutása
A CD Everton nevű Chilei csapatban kezdte pályafutását. 2001-ben került fel a nagy csapathoz, ahol 2008-ig játszott. 2009-ben a Club Universidad de Chile játékosa lett. 27 mérkőzést játszott, 3 gólt szerzett. 2010-ben leigazolta a Montpellier Hérault SC csapata. Első két idényében 67 mérkőzést játszott, ezeken 5 gólt szerzett.

### A válogatottban
33 alkalommal lépett pályára a válogatottban, egy gólt szerzett Bolívia ellen, 2009-ben.

## Sikerei, díjai
- Montpellier:
  - Ligue 1: 2011–12